# Семпт
Семпт (на немски: Sempt) е река в Бавария, Германия. Тя е дълга 40 km и между Мозбург и Ландсхут се влива в Средния-Изар-Канал. Създава се при Отенхофен. На реката се намира град Ердинг.